# 三津谷真希
三津谷 真希（みつや まき、1985年4月7日 - ）は、日本のAV女優。バンビプロモーション所属。
血液型:A型。身長:152cm。スリーサイズ:B84(B)・W60・H86。

## 略歴
2010年にAVデビューしたロリータ系のAV女優である。

## 出演作品

### アダルトビデオ
2010年
- In your room 13（7月16日、ゴーゴーズ）
- 素人娘、お貸しします。 in 南国沖縄 VOL.31 仮名)三津谷真希（7月23日、プレステージ）
- 手コキクリニック 出張定期検診スペシャル（8月5日、SODクリエイト）共演:管野しずか、夏樹カオル、上村香澄、上原優
- 逆レイプ！女首絞め師 5（8月6日、SUPER SONIC SATELLITES）他出演:月野みちる
- 足フェチレズビアン Vol.04（8月6日、SUPER SONIC SATELLITES）他出演:浅井千尋
- ダイナミック女子プロレスリング Vol.01（8月6日、SUPER SONIC SATELLITES）共演:月野みちる
- 女子プロレス ワンデイトーナメント I（8月13日、SUPER SONIC SATELLITES）他出演:浅井千尋、平山薫、森野ひかり
- 琉球ジェーン（9月8日、プレステージ）共演:八神れおん、小野こゆき、愛澤ルナ、葉山由佳
- お宅訪問！濡れるセールスレディー 4（10月8日、LEO）他出演:竹内結、管野しずか
- 学校では見せない桃尻美少女の本性 まき（10月13日、オーロラプロジェクト・アネックス）
- 美少女達の関節技地獄 01（10月15日、SUPER SONIC SATELLITES）他出演:河愛杏里
- ブルセラ援交 2（11月2日、グレイズ）
- 【ロリ尻コキ】（11月5日、OFFICE K'S）他出演:唯原愛、来栖あさみ、香椎りこ
- 女子校生の勃起乳首オナニー（12月17日、OFFICE K'S）他出演：葵ちひろ、唯原愛、来栖あさみ、RYNN、香椎りこ、つぼみ咲
- 超ネ申星★アイドルオーディション（12月23日、アイエナジー）共演:早乙女らぶ、朝倉ことみ、直嶋あい、皐月りぼん]ほか
- ロリータデカチンフェラ（12月25日、東京マニGUN'S）他出演:葵ちひろ、香椎りこ、唯原愛、来栖あさみ

2011年
- スペルマ王子! VOL.1（1月6日、グレイズ）他出演:大沢美加、桜井みちる、すずきりりか、青山真希、吉田花、真咲まみ